# Coral Belles Arts de Sabadell
La Coral Belles Arts de Sabadell es una asociación actualmente formada por más de cuarenta cantores, que tiene por objetivo cultivar la música coral catalana y universal de todos los tiempos entre sus integrantes y difundirla entre el público. Con cuarenta años de historia, ha sido escuela de muchos cantantes, músicos y directores, algunos de los cuales encabezan las formaciones musicales más relevantes en el ámbito catalán y español. Han sido directores titulares destacados Lluís Vila Casañas, Josep Pons, Josep Vila Casañas y Pablo Heras Casado.

## Historia
Los orígenes de la Coral Belles Arts se remontan a un grupo de cantores que dirigía Montserrat Busqué Barceló desde 1967 en una casa particular del barrio de la Creu Alta de Sabadell. En 1969 el grupo se amplió y, bajo la dirección de Pere Puig Ballonga, buscó cobijo en la Acadèmia de Belles Arts de Sabadell, de cuya entidad adoptó el nombre. Sin embargo, la coral no se presentó públicamente hasta 1971. De 1973 a 1992 formó parte de Joventuts Musicals de Sabadell. Pero a partir de 1992 la Coral Belles Arts de Sabadell se constituyó como asociación independiente.
Ha participado en conciertos bajo la dirección de Edmond Colomer, Francesc Llongueres, Sergio Siminovitch, Manuel Cabero, Antoni Ros-Marbà, Laszlo Héltay, David Malet y Xavier Puig. Y ha actuado con la Orquestra de Cambra del Teatre Lliure, la Orquesta Ciudad de Barcelona, la Orquesta Sinfónica del Vallés, la Orquesta de Girona, la Orquestra de Cambra Terrassa 48 y la Cobla Simfònica de Catalunya.
De sus interpretaciones destacan la Pasión según San Juan y el Magníficat en re mayor de J. S. Bach, la Misa de Ígor Stravinski, dos Te Deum de Georg Friedrich Händel y de Purcell, la Misa de la Coronación y el Réquiem de W. A. Mozart, así como Nânie y Valses amorosos de Johannes Brahms, el Festino de Adriano Banchieri y el Via Crucis de Franz Liszt. Ha preparado un programa de barroco catalán, uno de autores modernistas y uno de música nórdica, así como uno dedicado íntegramente a Narcís Casanoves y otro a Josef Rheinberger. 
Fue relevante su actuación en directo en Radio Nacional de España, en Madrid, el año 1984, así como el hecho de que representó a España en el Festival Europeo de la Música de Múnich, lo que le permitió hacer diversos conciertos en Alemania y Suiza y grabó un programa para la televisión. En 1987, con Josep Pons de director, actuó con la Orquestra de Cambra del Teatre Lliure en Barcelona, concierto que fue emitido por televisión. En mayo de 2008, y en el marco de la feria Medievàlia de Sabadell, estrenó un espectáculo de producción propia relacionado íntegramente con la Edad Media, que se presentó con el apoyo de una presentación audiovisual y la recitación de un actor. 
La Coral Belles Arts es miembro de la Federació Catalana d'Entitats Corals.

## Premios y distinciones
- Primer premio del II Certamen Nacional de Coros de Rivas-Vaciamadrid, el 16 de junio de 2007[3]
- Primer premio del XXIX Certamen Coral de la Feria de Todos los Santos de Cocentaina, el 7 de noviembre de 2009[4]
- Medalla de Honor de Sabadell, el 27 de abril de 2011[5]